# Ricin
Ricin er et giftigt protein, produceret af planten Ricinus communis kaldet kristpalme eller castorbønne. Ricin er et kulhydrat-bindende protein, et lectin, som først blev renfremstillet af Peter Hermann Stillmark i 1888.
Proteinet er yderst giftigt – 6000 gange stærkere end blåsyre og dobbelt så stærk som kobraslangens gift. Dødelig dosis er således 0,2 milligram og der findes ingen kendt modgift. Castorbønner er vidt udbredt, da planten dyrkes til udvinding af ricinusolie, der benyttes i fremstillingen af bl.a. nylon, bremsevæske og hydraulisk væske.
Bakterietoxinet verotoksin minder i struktur og funktion meget om ricin. Det er også et protein bestående af to subunits, der er ansvarlige for indtrængen i cellen og inaktivering af proteinsyntesen.
Ricin har været brugt ved likvideringer og er på listen over potentielle terrorredskaber. Det er blevet brugt på linje med miltbrand ved at sende det i breve til personer eller institutioner.
Det såkaldt paraplymord på Georgi Markov skete med ricin.
I 2013 blev et brev til en amerikansk senator testet positiv for ricin.
Et lignende brev med spor af ricin blev samme dag sendt til Det Hvide Hus med Barack Obama som modtager.
Ingen af brevene nåede dog frem til modtagerne.
Ricin er også blevet brugt i den amerikanske tv-serie Breaking Bad, hvor de to hovedpersoner Walt og Jesse forsøger at slå en række personer ihjel med giften.